# Rede Bahia de Televisão
Rede Bahia de Televisão (também chamada pela sigla RBT ou simplesmente Rede Bahia) é uma rede de televisão estadual brasileira com sede em Salvador, Bahia. Pertence ao grupo empresarial homônimo, e é afiliada à TV Globo. É a primeira e única rede de televisão a ser criada no estado, além de ser líder de audiência em todo o território baiano.
Sua cobertura atinge todos os 417 municípios da Bahia, por meio de suas seis emissoras: TV Bahia, sediada em Salvador, TV Oeste, sediada em Barreiras, TV Santa Cruz, sediada em Itabuna, TV São Francisco, sediada em Juazeiro, TV Subaé, sediada em Feira de Santana, e TV Sudoeste, sediada em Vitória da Conquista.

## História
A rede começou a ser formada em 10 de março de 1985, quando foi fundada, pelos empresários ACM Júnior e César Mata Pires, a TV Bahia em Salvador. A emissora foi afiliada da Rede Manchete desde sua fundação até 23 de janeiro de 1987, quando passou a ser afiliada da Rede Globo. Em 5 de novembro de 1988, foi inaugurada a TV Santa Cruz, em Itabuna, a primeira emissora de televisão de propriedade do Grupo TV Bahia no interior do estado, também afiliada da Rede Globo. A TV Sudoeste foi a segunda, sendo inaugurada em 31 de março de 1990. A TV São Francisco entrou no ar em 1 de dezembro do mesmo ano, como TV Norte, e a TV Oeste foi a última a ser fundada pelo grupo, tendo entrado no ar em 2 de fevereiro de 1991.
A TV Subaé entrou no ar em 1° de junho de 1988, sendo a primeira emissora afiliada à Rede Globo no interior da Bahia, mas não foi fundada pela Rede Bahia. Seu fundador foi o empresário feirense Modesto Cerqueira, assim pertencendo ao Grupo Modesto Cerqueira. Somente em 1998, a emissora passou a fazer parte da Rede Bahia de Televisão, quando o grupo feirense vendeu parte de suas ações para sócios do Grupo TV Bahia.
No início de 1995, a TV Bahia se tornou a primeira afiliada da Rede Globo a transmitir sua programação via satélite, e as estações no interior do estado passaram a retransmitir os programas da capital através desta tecnologia. Em 2 de julho de 1998, a rede adotou a nomenclatura Rede Bahia de Televisão. A mudança foi realizada ao mesmo tempo em que o conglomerado passou a se denominar Rede Bahia.

Logotipo utilizado pela rede entre 1998 e 2025.

Em 2012, as cotas pertencentes a César Mata Pires na Rede Bahia foram vendidas para a família Coutinho Nogueira, dona do Grupo EP, que controla a rede EPTV no interior de São Paulo e Minas Gerais.
Em 2014, a rede foi vencedora no quesito "Maior Audiência" do Prêmio Nacional de Programação da Rede Globo, dentre as afiliadas participantes do Painel Nacional de Televisão. Também foi uma das três finalistas nos quesitos "Melhores Chamadas" (com a do jogo Juazeirense e Juazeiro) e "Programas Regionais de Linha" (com o Mosaico Baiano).
Em maio de 2019, foi iniciado um processo de demissões nas emissoras da rede, de jornalistas a funcionários, após prejuízos financeiros pelo qual o grupo passou em 2018. A TV Oeste de Barreiras e a TV São Francisco de Juazeiro deixaram de exibir telejornais locais por conta da demissão de funcionários. Na emissora de Juazeiro, foram 16 demitidos. As emissoras seguiram realizando matérias para exibição estadual pela TV Bahia e boletins informativos.
Em 25 de outubro de 2021, a TV Oeste reativou a produção de telejornalismo local por meio da edição local do Bahia Meio Dia, com duração de 40 minutos, sendo apresentada por Carlos Augusto. Quase um ano depois, em 18 de outubro de 2022, a TV São Francisco fez o mesmo, estreando uma edição local do jornalístico apresentada por Joyce Guirra.

## Emissoras
| Nome | Nome             | Canal   | Cidade               | Estado | Prefixo | Mapa de cobertura |
| ---- | ---------------- | ------- | -------------------- | ------ | ------- | ----------------- |
|      | TV Bahia         | 11 (29) | Salvador             | Bahia  | ZYA 298 |                   |
|      | TV Subaé         | 10 (27) | Feira de Santana     | Bahia  | ZYA 301 |                   |
|      | TV Santa Cruz    | 04 (30) | Itabuna              | Bahia  | ZYA 302 |                   |
|      | TV Sudoeste      | 05 (28) | Vitória da Conquista | Bahia  | ZYQ 804 |                   |
|      | TV São Francisco | 07 (28) | Juazeiro             | Bahia  | ZYQ 801 |                   |
|      | TV Oeste         | 05 (29) | Barreiras            | Bahia  | ZYP 287 |                   |

### Sinal digital
Todas as emissoras da rede já possuem sinal digital ativado em caráter oficial. A TV Bahia foi a primeira emissora do Norte/Nordeste a iniciar as transmissões digitais (HDTV) em 1 de dezembro de 2008, seguida pelas TVs Subaé e Santa Cruz em julho e dezembro de 2013, respectivamente. As TVs Oeste e Sudoeste ativaram seus sinais em abril de 2014, enquanto a TV São Francisco ativou seu sinal em maio.

## Programas

### Jornalismo
Bahia Agora: Boletim de notícias exibido nos intervalos comerciais que apresenta as notícias de última hora da região. Atualmente, é exibido pela TV Oeste (com reportagens de Carlos Augusto, Alyne Miranda e Gabriel Pires) e pela TV Sudoeste (com apresentação de Judson Almeida, pela manhã, e Nayla Gusmão, pela tarde).
Bahia Meio Dia: Telejornal apresentado no horário do meio-dia, de segunda a sábado. Em Salvador, é apresentado por Andréa Silva e Vanderson Nascimento. Tem edições locais produzidas de segunda a sexta pelas emissoras TV Oeste, TV Santa Cruz, TV São Francisco, TV Subaé e TV Sudoeste, apresentadas por Carlos Augusto, Aracely Romão, Joyce Guirra, Adilson Muritiba e Judson Almeida, respectivamente. Aos sábados, a versão produzida em Salvador pela TV Bahia é exibida em rede estadual. 
BATV: Telejornal noturno da rede, exibido de segunda a sábado com apresentação de Fernando Sodake. No interior, o telejornal tem versões locais produzidas pelas emissoras TV Santa Cruz (com Roger Sarmento), TV Subaé (com Bruna Evangelho) e TV Sudoeste (com Nayla Gusmão), sendo os dois primeiros blocos locais e o terceiro em rede estadual.
Bom Dia Sábado: Telejornal exibido em rede estadual aos sábados de manhã. Vai ao ar depois da reprise do Globo Rural, e é apresentado por Camila Marinho.
Jornal da Manhã: Telejornal matinal da rede, exibido de segunda a sexta para todo o estado, com apresentação de Camila Oliveira e Ricardo Ishmael.
Bahia Rural: Jornalístico rural exibido nas manhãs de domingo, após a reprise do Globo Repórter, seguindo o estilo do Globo Rural. Traz notícias do agronegócio e da área rural baiana, além de apresentar receitas da culinária rural. É apresentado por Georgina Maynart.

### Esportes
Globo Esporte Bahia: Edição local do Globo Esporte, exibido de segunda a sábado com apresentação de Danilo Ribeiro, apresentando as notícias do esporte baiano.

### Variedades
Conexão Bahia: Programa de variedades, apresentado por Luana Assiz. Exibe conteúdos relacionados a cultura e turismo da Bahia. Vai ao ar nas manhãs de sábado, após o Pequenas Empresas & Grandes Negócios.
Mosaico Baiano: Programa de variedades, apresentado por Luana Souza. Exibe curiosidades, clipes, documentários, séries especiais, dicas de cinema, teatro, shows, artistas, visitas aos bairros, comportamento, turismo, cobertura dos eventos da cidade de Salvador. Vai ao ar nas tardes de sábado, após a novela reprisada na edição especial.